# Cellitinnen
Die Cellitinnen sind der weibliche Zweig der Alexianer und gingen wie diese aus der mittelalterlichen Beginen-Bewegung hervor. Wie die Alexianer, so leben auch sie nach der Regel des heiligen Augustinus und widmen sich der Krankenpflege. In Belgien auch als Zwartzusters (= Schwarze Schwestern) bezeichnet, gibt es in Deutschland sechs Kongregationen. Fünf davon sind bischöflichen Rechts und eine päpstlichen Rechts. Alle diese Schwestern nennen sich heute Augustinerinnen.
- Aachen, heute Stolberg (Rhld.): Christenserinnen
- Düren: Cellitinnen von der Hl. Gertrud
- Neuss: Barmherzige Schwestern nach der Regel des hl. Augustinus, Neusser Augustinerinnen
- Köln: Cellitinnen zur Hl. Maria
- Köln: Cellitinnen zur hl. Elisabeth
- Köln: Cellitinnen nach der Regel des hl. Augustinus

## Historische Cellitinnenklöster
- Köln, Cellitinnenkloster Klein St. Ursula
- Köln, Cellitinnenkloster Dreifaltigkeit
- Köln, Cellitinnenkloster „Zur Zelle“
- Köln, Cellitinnenkloster Klein-Nazareth
- Köln, Cellitinnenkloster Zederwald
- Düsseldorf, Cellitinnenkloster Düsseldorf